# Porphyrio porphyrio porphyrio
El calamón común mediterráneo (Porphyrio porphyrio porphyrio) es una subespecie del calamón común que habita en humedales próximos al Mar Mediterráneo. Habita en países como España, Italia, Portugal y Marruecos. 

## Distribución
Cría en zonas húmedas de Andalucía y Castilla-La Mancha, habiendo sido introducida en Baleares y Cataluña (Delta del Ebro) en los años 1990. También se han avistado al sur de Portugal y en la isla de Cerdeña (Italia). En África vive al norte de Túnez, Marruecos y Argelia.

## Número de ejemplares
Las mayores poblaciones se han visto en las Marismas del Guadalquivir, en torno a 3.000 parejas. También en el parque nacional de Doñana se contabilizaron en torno a 1 y 3 nidos por hectárea, su población incrementa a pesar de ser una especie vulnerable en España. En 1989 se cifraron en Portugal en torno a 10 o 15 parejas, teniendo en este país una tendencia claramente regresiva. En la isla de Cerdeña habitaban ese mismo año unas 350 parejas.